# 泉河水库
泉河水库是中国湖北省宜昌市当阳市境内的一座水库，位于长江支流玛瑙河上，建于1958年。水库正常库容为1480万立方米，集雨面积为61.5平方千米，海拔为133.95米。